# Johanna Fabricius
Johanna Fabricius (* 29. Dezember 1962 in Murnau am Staffelsee) ist eine deutsche Klassische Archäologin.
Johanna Fabricius studierte von 1982 bis 1992 Klassische Archäologie, Lateinische Philologie und Provinzialrömische Archäologie an der Universität München und der Universität Bonn. In München erlangte sie 1990 ihren Magister, 1992 erfolgte dort auch die Promotion mit der Dissertation Die hellenistischen Totenmahlreliefs. Grabrepräsentation und Wertvorstellungen in ostgriechischen Städten bei Paul Zanker. Im gleichen Jahr folgte zunächst ein Postdoktoranden-Stipendium am Graduierten-Kolleg Formierung und Selbstdarstellung städtischer Eliten im Römischen Reich des Instituts für Klassische Archäologie der Universität zu Köln; im Anschluss daran bereiste sie bis 1993 mit einem Reisestipendium den Mittelmeerraum. Daran schloss sich 1994/95 ein wissenschaftliches Volontariat an der Antikensammlung des Badischen Landesmuseums in Karlsruhe an. Seit 1995 war Fabricius wissenschaftliche Assistentin am Archäologischen Institut der Universität Göttingen. 2001 bis 2003 verbrachte sie mit einem Forschungsstipendium der Deutschen Forschungsgemeinschaft einen Forschungsaufenthalt an der Abteilung Rom des Deutschen Archäologischen Instituts. In Göttingen habilitierte sich Fabricius 2004 und arbeitete dort anschließend bis 2006 als Oberassistentin am Archäologischen Institut. Im Oktober 2006 wurde sie an die Freie Universität Berlin berufen und trat die Nachfolge Adolf Borbeins auf einer Professur für Klassische Archäologie an.
Fabricius widmet sich besonders der Archäologie griechischer Nekropolen der Klassik und des Hellenismus, der Kultur- und Mentalitätsgeschichte hellenistischer Städte, der griechischen und römischen Skulptur, der Körpergeschichte, den Gender Studies, der Linguistik und den Bildwissenschaften. 2007 wurde sie für ihre unveröffentlichte Habilitationsschrift Soma/corpus. Körperbild und Körperkonzepte in der griechischen und römischen Kultur mit dem Bruno-Snell-Preis ausgezeichnet. Sie ist korrespondierendes Mitglied des Deutschen Archäologischen Instituts.

## Schriften
- Die hellenistischen Totenmahlreliefs. Grabrepräsentation und Wertvorstellungen in ostgriechischen Städten (= Studien zur antiken Stadt. Bd. 3). Pfeil, München 1999, ISBN 3-931516-51-2.
- mit Michael Maaß: Antike Kulturen: Orient, Ägypten, Griechenland, Etrurien, Rom und Byzanz. Führer durch die Antikensammlungen des Badischen Landesmuseums. Badisches Landesmuseum, Karlsruhe 1995, ISBN 3-923132-40-9.